# Wolfire Games
Wolfire Games – amerykańska firma produkująca niezależne gry wideo założona przez Davida Rosena. Wolfire Games tworzy gry komputerowe na systemy Linux, Mac OS i Microsoft Windows.

## Historia
David Rosen założył Wolfire Games w 2003 roku w celu zgłoszenia się do konkursu otwartych gier komputerowych. Po ukończeniu college'u w 2008 roku jego brat bliźniak Jeffrey i trójka przyjaciół dołączyła do Wolfire Games, które oficjalnie rozpoczęło działalność w przemyśle niezależnych gier komputerowych.

## Nagrody
Studio dostało kilka nagród za swoje gry m.in. 5th best Indie Game serwisu Mod DB za Overgrowth.

## Nazwa firmy
W wieku około 10 lat David i Jeffrey znaleźli w Sierra City bezpańskiego psa. Postanowili go przygarnąć i nazwali go Wolfenstein, skrótowo mówili na niego 'Wolfie'. Później imię stało się inspiracją nazwy firmy, która powstała poprzez dodanie do Wolfie litery „r”:
„When David was thinking of a name for his video game company, Wolfie sprang to mind. If you add an 'r' you get Wolfire. Wolves are cool, and so is fire, so why not Wolfire?” – Jeffrey Rosen

## Gry
| Rok  | Tytuł                 | Platformy | Platformy | Platformy | Platformy | Platformy |
| Rok  | Tytuł                 | Lin       | Mac OS 9  | OS X      | Win       | iPhone    |
| ---- | --------------------- | --------- | --------- | --------- | --------- | --------- |
| 2001 | GLFighters            | T         | N         | N         | N         | N         |
| 2002 | Black Shades          | T         | T         | T         | T         | N         |
| 2003 | Lightning's Shadow    | N         | T         | N         | N         | N         |
| 2005 | Lugaru                | T         | N         | T         | T         | N         |
| 2009 | Black Shades iPhone   | N         | N         | N         | N         | T         |
| 2012 | The Broadside Express | N         | N         | T         | T         | N         |
| 2012 | Receiver              | N         | N         | T         | T         | N         |
| 2012 | Desperate Gods        | N         | N         | T         | T         | N         |
| b.d. | Overgrowth            | T         | N         | T         | T         | N         |

The Broadside Express to gra używająca silnika Unity, stworzona podczas Humble Bundle Mojam.
Receiver to gra używająca silnika Unity, stworzona podczas wyzwania 7dfps. Gra była też aktualizowana po zakończeniu akcji, a 29 kwietnia 2013 roku pojawiła się w ofercie serwisu Steam.
Desperate Gods zostało stworzone przy pomocy silnika Unity na potrzeby wyzwania Fuck This Jam.
David Rosen był jednym z testerów serii Penumbra firmy Frictional Games. Obecnie Mikko Tarmia, który współpracował z Frictional Games, tworzy ścieżkę dźwiękową do gry Overgrowth.